# المقاطع اللفظية الأصلية الكندية

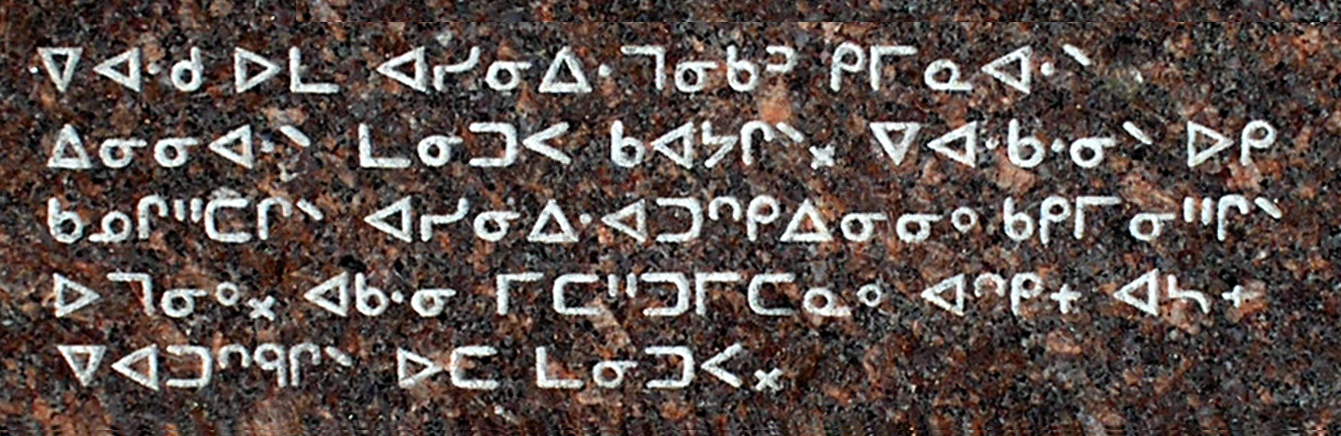

المقاطع اللفظية الأصلية الكندية هي عائلة من نظم الكتابة التي وضعها عالم اللسانيات جيمس إيفانز لوضع قواعد كتابة عدد من لغات السكان الأصليين في كندا.

## الاستخدام الحالي
تبدو المقاطع اللفظية الكندية آمنة بشكل معقول حاليًا في مجتمعات كري وأوجي-كري وإنويت، وهي أكثر عرضة للخطر بشكل كبير في أجيبوي، المُعرضة بشدة للخطر من لغات أثاباسكان وبلاكفوت.
تُستخدم المقاطع اللفظية للغة الإنكتيتوتية بشكل رسمي في نونافوت ونونافيك. يجب نشر القوانين والمناقشات التشريعية والعديد من الوثائق الحكومية الأخرى باللغة الإنكتيتوتية في نونافوت، مكتوبة بالمقاطع اللفظية والكتابة اللاتينية معًا. أدى النمو السريع في مجال وكمية المواد المنشورة بالمقاطع اللفظية في كافة مظاهرها، إلى إنهاء أي احتمال فوري لتهميش هذا النظام من الكتابة.
يكون استخدام المقاطع اللفظية لكري قويًا في معظم المجتمعات التي ترسخت فيها. يوجد الآن تهجئة للمقاطع اللفظية الموحدة، في العديد من المناطق المحلية. ومع ذلك، يوجد الآن أنظمة كتابة رومانية موحدة مناسبة لغويًا لمعظم الناس إن لم يكن لجميع اللهجات.
لا يوجد أي نظام كتابي للمقاطع اللفظية قيد الاستخدام، بين لغات أثاباسكان. تكون اللغات نفسها في بعض الحالات على وشك الانقراض. تُستبدل المقاطع اللفظية بأبجدية لاتينية، في حالات أخرى. يشعر كثير من الناس - اللغويون والمتحدثون بلغات أثاباسكان على حد سواء - بأن المقاطع اللفظية غير ملائمة لهذه اللغات. لا تستخدم حكومة الأقاليم الشمالية الغربية الكتابة بالمقاطع اللفظية لأي من لغات أثاباسكان على أراضيها، كما توقفت الكنائس المحلية عن استخدامها عمومًا. حلت الأبجدية اللاتينية المتطورة بشكل جيد محل المقاطع اللفظية بين مستخدمي داكيله، والتي يفهمها كبار السن في المجتمع بشكل حصري تقريبًا الآن .
اختلفت سياسة الحكومة في الماضي تجاه المقاطع اللفظية من اللامبالاة إلى العداء الصريح. قوضت سياسة الحكومة في كندا حتى وقت قريب جدًا اللغات الأم بشكل علني، وكانت المنظمات التابعة للكنسية في الغالب هي الهيئات المنظمة الوحيدة التي تستخدم المقاطع اللفظية. عندما أصبحت الحكومات أكثر استيعابًا للغات الأم لاحقًا، شجعت على استخدامها في بعض الحالات، كان هناك اعتقاد شائع أن الانتقال إلى الأبجدية اللاتينية أفضل، لأسباب لغوية وللتقليل من تكلفة دعم الكتابة المتعددة معًا.
تتسامح الحكومة الكندية حاليًا، على الأقل مع اللغة الإنكتيتوتية واللغة الألغونكوية وتشجع استخدام المقاطع اللفظية في بعض الحالات. أدى نمو الوطنية الأصلية في كندا وانتقال العديد من الأنشطة الحكومية إلى المجتمعات المحلية إلى تغيير المواقف تجاه المقاطع اللفظية. توجد الآن هيئات للتوحيد القياسي لتهجئة المقاطع اللفظية في العديد من الأماكن، ويدعم معيار يونيكود مجموعة كاملة تمامًا من أحرف المقاطع اللفظية الكندية للتبادل الرقمي. تُدرس المقاطع اللفظية الآن في المدارس في المناطق الناطقة باللغة الإنكتيتوتية، وتُدرس غالبًا في مجتمعات كري وأجيبوي معًا التي تستخدم المقاطع اللفظية بشكل تقليدي.
على الرغم من أن الكتابة المقطعية ليست عملية دائمًا (على الإنترنت، على سبيل المثال)، تكون الأبجدية اللاتينية أقل في التكلفة للاستخدام في كثير من الحالات، ترتبط العديد من المجتمعات المحلية ارتباطًا وثيقًا بالمقاطع اللفظية. يعتبر الكثير من الناس المقاطع اللفظية نظامًا للكتابة، ويربطون الحروف اللاتينية بالاستيعاب اللغوي، على الرغم من أنها في الأصل اختراع المبشرين الأوروبيين.